# Hello, Dolly! (film)
Pour les articles homonymes, voir Hello, Dolly! (homonymie).
Pour plus de détails, voir Fiche technique et Distribution.
Hello, Dolly! est un film musical américain réalisé par Gene Kelly. Sorti en 1969, c'est une adaptation de la comédie musicale homonyme de Michael Stewart (en) et Jerry Herman créée en 1964, elle-même inspirée de la pièce de Thornton Wilder, The Matchmaker.

## Synopsis
New York, 1890. Veuve de l'amour de sa vie, Dolly Gallagher Levi, marieuse de son état, estime avoir assez pleuré et souhaite rentrer dans le monde mais surtout épouser en secondes noces Horace Vandegelder, épicier prospère et terriblement bourru. Lui aussi aspire à convoler mais ne songe pas à Dolly dont il a justement engagé les talents professionnels. Intrigante et roublarde, Dolly ruine une à une les candidatures qu'elle avait préalablement soumises à Horace. Tout pour rafler la timbale quitte à faire au passage le bonheur des commis épiciers, Cornélius et Barnabé ainsi que celui d'Ermengarde, la nièce d'Horace. Finalement, aux portes de la chapelle, Dolly Vandegelder vous saluera bien…

## Fiche technique
- Titre : Hello, Dolly !
- Réalisation : Gene Kelly, assisté de Paul Helmick, Robert J. Koster et  Richard Lang (non crédité)
- Scénario : Ernest Lehman, d'après la comédie musicale de Michael Stewart (en) et la pièce de Thornton Wilder
- Lyrics : Jerry Herman
- Musique : Jerry Herman
- Direction musicale : Lionel Newman, Lennie Hayton
- Direction artistique : John DeCuir, assisté de Jack Martin Smith et Herman A. Blumenthal
- Costumes : Irene Sharaff
- Chorégraphie :  Michael Kidd, assisté de Shelah Hackett
- Photographie : Harry Stradling Sr.
- Montage : William Reynolds
- Production :  Ernest Lehman, Roger Edens
- Société de production : 20th Century Fox
- Société de distribution : 20th Century Fox
- Budget : environ 25 millions de dollars américains
- Pays d'origine :  États-Unis
- Langue originale : anglais
- Format : couleurs (De Luxe ) - 70 mm (Todd-AO) - 2,20:1 - son stéréo 6 pistes[2]
- Genre : Film musical, aventure et comédie romantique
- Durée : 142 minutes
- Dates de sortie : 
  - États-Unis : 16 décembre 1969
  - France : 17 décembre 1969

## Distribution

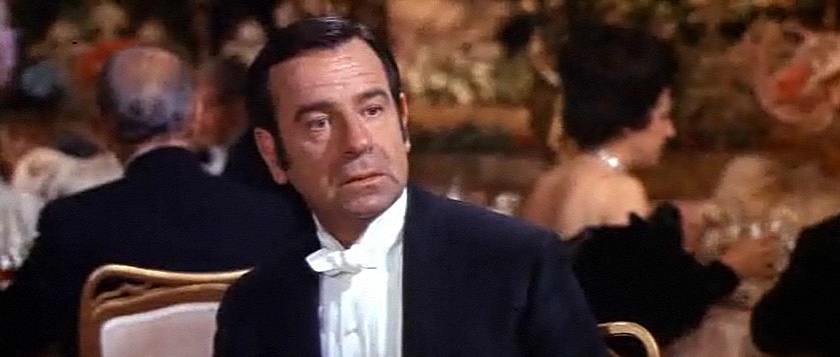
Walter Matthau

- Barbra Streisand (VF : Michèle Bardollet) : Dolly Levi
- Walter Matthau (VF : Georges Aminel) : Horace Vandergelder
- Michael Crawford (VF : Pierre Trabaud) : Cornelius Hackl
- Marianne McAndrew (VF : Maria Tamar) : Irene Molloy
- Danny Lockin (VF : Pierre Guillermo) : Barnaby Tucker
- E.J. Peaker : Minnie Fay
- Joyce Ames (VF : Jeanine Forney) : Ermengarde Vandergelder
- Tommy Tune : Ambrose Kemper
- Judy Knaiz (VF : Perrette Pradier) : Gussie Granger / Ernestina Simple
- David Hurst (en) (VF : Roger Carel) : Rudolph Reisenweber
- Fritz Feld : Fritz, le maître d'hôtel
- Richard Collier (VF : Guy Piérauld) : Joe, le barbier
- J. Pat O'Malley (VF : Philippe Dumat) : le policier du parc
- Louis Armstrong : lui-même

### Acteurs non crédités
- Billy Curtis : le nain
- Morgan Farley : un ouvrier / un spectateur
- Charles Lampkin : un ouvrier
- Patrick O'Moore : l'officier Gogarty
- Charles Wagenheim : un conducteur de calèche

## Chansons du film
- Call On Dolly - Ensemble

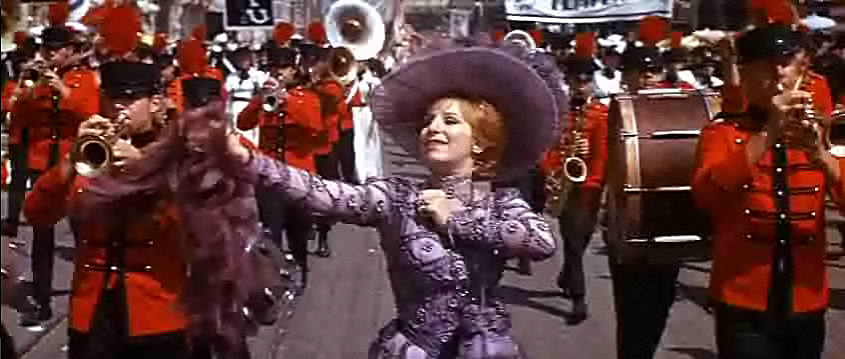
Barbra Streisand dans Before the Parade Passes By

- Just Leave Everything To Me - Dolly
- It Takes a Woman - Horace
- It Takes a Woman (reprise) - Dolly
- Put on Your Sunday Clothes - Dolly, Cornelius et ensemble
- Ribbons down My Back - Irene
- Dancing'' - Dolly, Cornelius et ensemble
- Before the Parade Passes By (Avant la parade) - Dolly
- Elegance - Cornelius et ensemble
- Love Is Only Love - Dolly
- Hello, Dolly! (Salut, Dolly !) - Dolly, Louis Armstrong et ensemble
- It Only Takes a Moment (Il suffit d'un instant) - Cornelius
- So Long, Dearie (Adieu, chéri) - Dolly
- Finale (Final) - Dolly, Horace, Cornelius et ensemble

La bande originale a été publiée à la sortie du film par 20th Century Fox Records et rééditée en 1994 par Philips.

## Distinctions

### Récompenses
- Oscars 1970 : 
  - Meilleure direction artistique pour John DeCuir
  - Meilleure musique pour Lennie Hayton et Lionel Newman
  - Meilleur son pour Jack Solomon et Murray Spivack

### Nominations
- BAFA 1970 : 
  - Meilleure actrice pour Barbra Streisand
  - Meilleure direction artistique pour John DeCuir
  - Meilleure photographie pour Harry Stradling Sr.
- Golden Globes 1970 : 
  - Meilleur film musical ou comédie
  - Meilleur réalisation pour Gene Kelly
  - Meilleure actrice dans un film musical ou une comédie  pour Barbra Streisand
  - Meilleure actrice dans un second rôle et Révélation féminine de l'année pour Marianne McAndrew
- Oscars 1970 : 
  - Meilleur film pour Ernest Lehman
  - Meilleure photo pour Harry Stradling Sr.
  - Meilleurs costumes pour Irene Sharaff
  - Meilleur montage pour William Reynolds

## Galerie

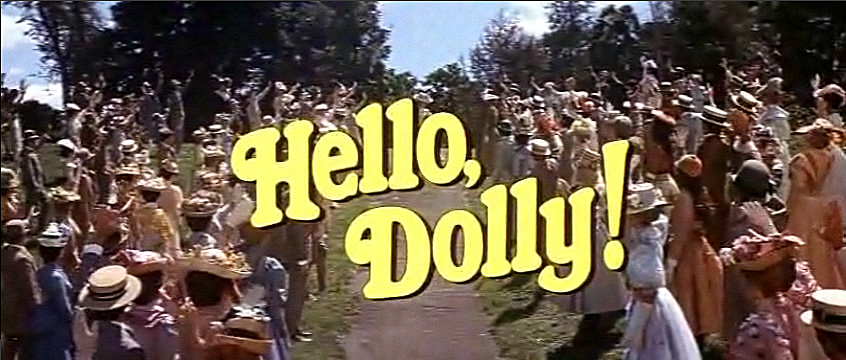
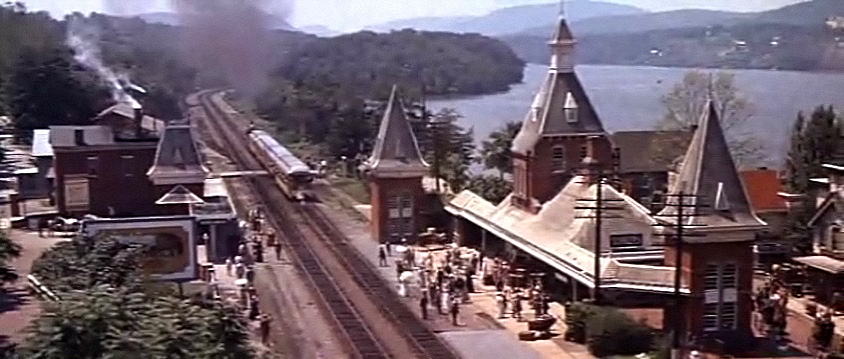
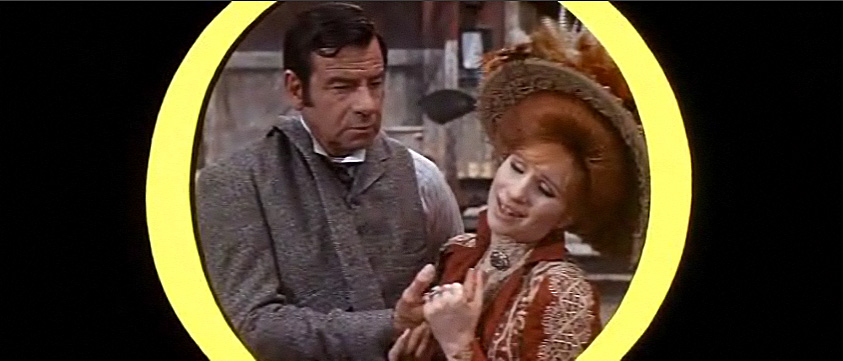
Walter Matthau et Barbra Streisand
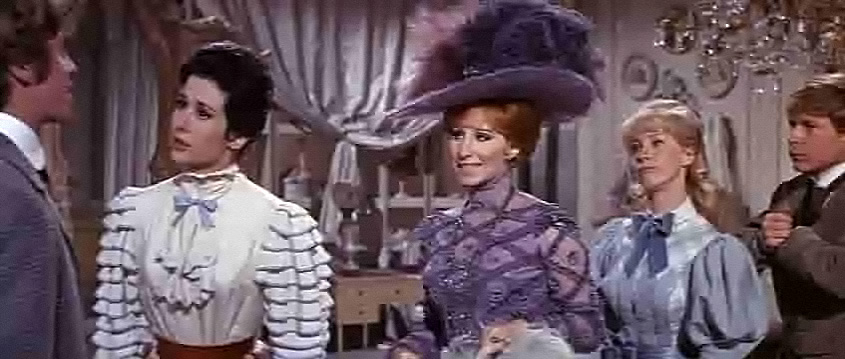
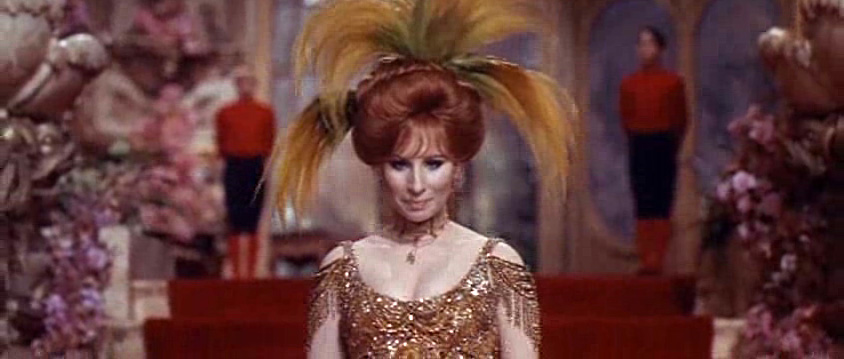
Barbra Streisand
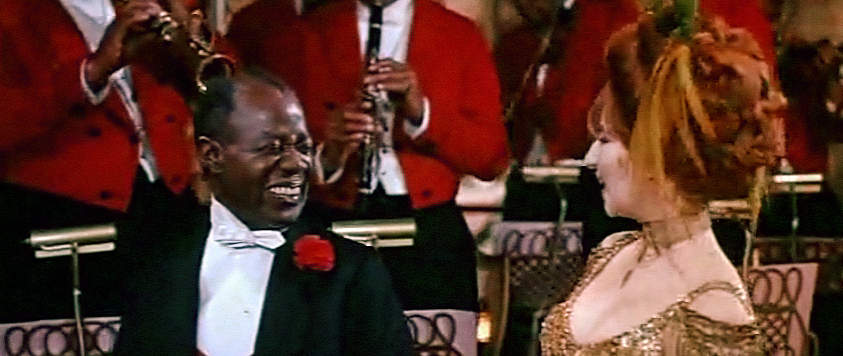
Louis Armstrong et Barbra Streisand
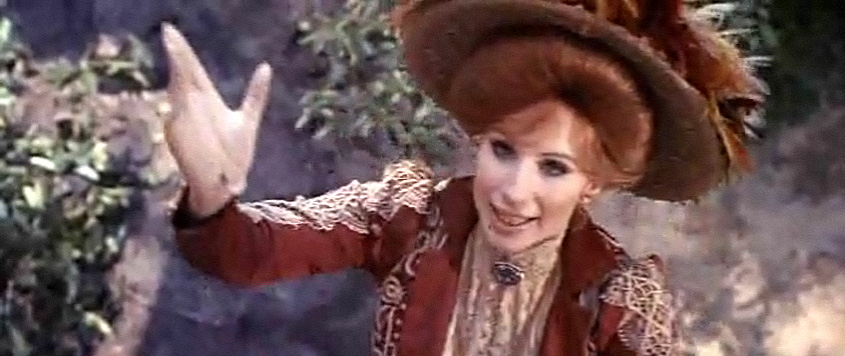

## Autour du film
- Carol Channing, qui créa le rôle à Broadway, fut écartée du casting au profit de Barbra Streisand, car jugée pas assez photogénique par la 20th Century Fox.
- Le choix de Streisand suscita une levée de boucliers. Comme pour My Fair Lady (1964) où Audrey Hepburn avait été préférée à Julie Andrews, les puristes auraient aimé voir sur écran la créatrice du rôle. Ensuite, Streisand était jugée - avec raison - trop jeune pour le rôle[pourquoi ?]. Enfin l'exubérance de la jeune actrice-chanteuse semblait ne pas correspondre à la personnalité du personnage initial. Le semi-fiasco du film lui fut attribué, bien que le temps rendit justice.
- Elizabeth Taylor a été pressentie pour le rôle de Dolly bien qu'elle ne sût pas chanter.
- Bien que l'une des 5 plus grosses recettes de l'année 1969, le film contribua - avec les échecs des deux grandes autres comédies musicales précédentes de la Fox, L'Extravagant Docteur Dolittle (1967) avec Rex Harrison et Star ! (1968) avec Julie Andrews - à la quasi-faillite des studios. Un seul film sera produit en 1970 et la santé financière ne sera retrouvée qu'avec une ressortie de La Mélodie du bonheur en 1973.
- Dans le film WALL-E des studios Pixar/Disney (2008), le personnage principal possède une vidéocassette de Hello, Dolly ! qu'il regarde chaque jour, notamment les numéros musicaux Put On Your Sunday Clothes et It Only Takes a Moment ; cela lui apprend ce qu'est l’amour.